# デボラ・セコ
デボラ・フィアーリョ・セコ・モウラ（Deborah Fialho Secco Moura、1979年11月26日 - ）は、ブラジルの女優。